# Грох Іштван
Іштван Грох (угор. Gróh István; 2 червня 1867 — 16 березня 1936) — угорський художник-прикладник, письменник теорії мистецтва.

## Діяльність
Син графа Самуїла та Вікторії Полянських. Він був студентом Коледжу образотворчих мистецтв. Згодом він викладав у школах Ніредьгази, а згодом у Рожняві. З 1896 р. — викладач у Школі прикладного мистецтва, а з 1917 р. до виходу на пенсію в 1926 р. — її директором. Вважається одним із піонерів угорської охорони пам'яток завдяки пошуку та копіюванню середньовічних фресок в Угорщині.
У 1901 році він зі своїми учнями відновив оздоблення Будинку Ракоці в Пряшеві та підготував план реставрації Будинку Турцо в Левочі. У 1927 році він брав участь у ремонті фресок, зроблених Йоганом Берґлем у 1776 році в університетській церкві Будапешта. У 1907 році він написав декоративні фризи у Великому залі Академії музики. Також займався художньою літературою.

### Творчість
- Nobel Árpád kalandjai. Regény. Budapest, 1912
- Két farkas. Regény. Budapest, 1925
- Az idealista Perbetei. Regény. Budapest, 1925
- A harsányi Vénusz. Regény. Budapest, 1926
- Zsidó vagyok. Regény. Budapest, 1933